# Catedral de Santo Tomás de Bombay

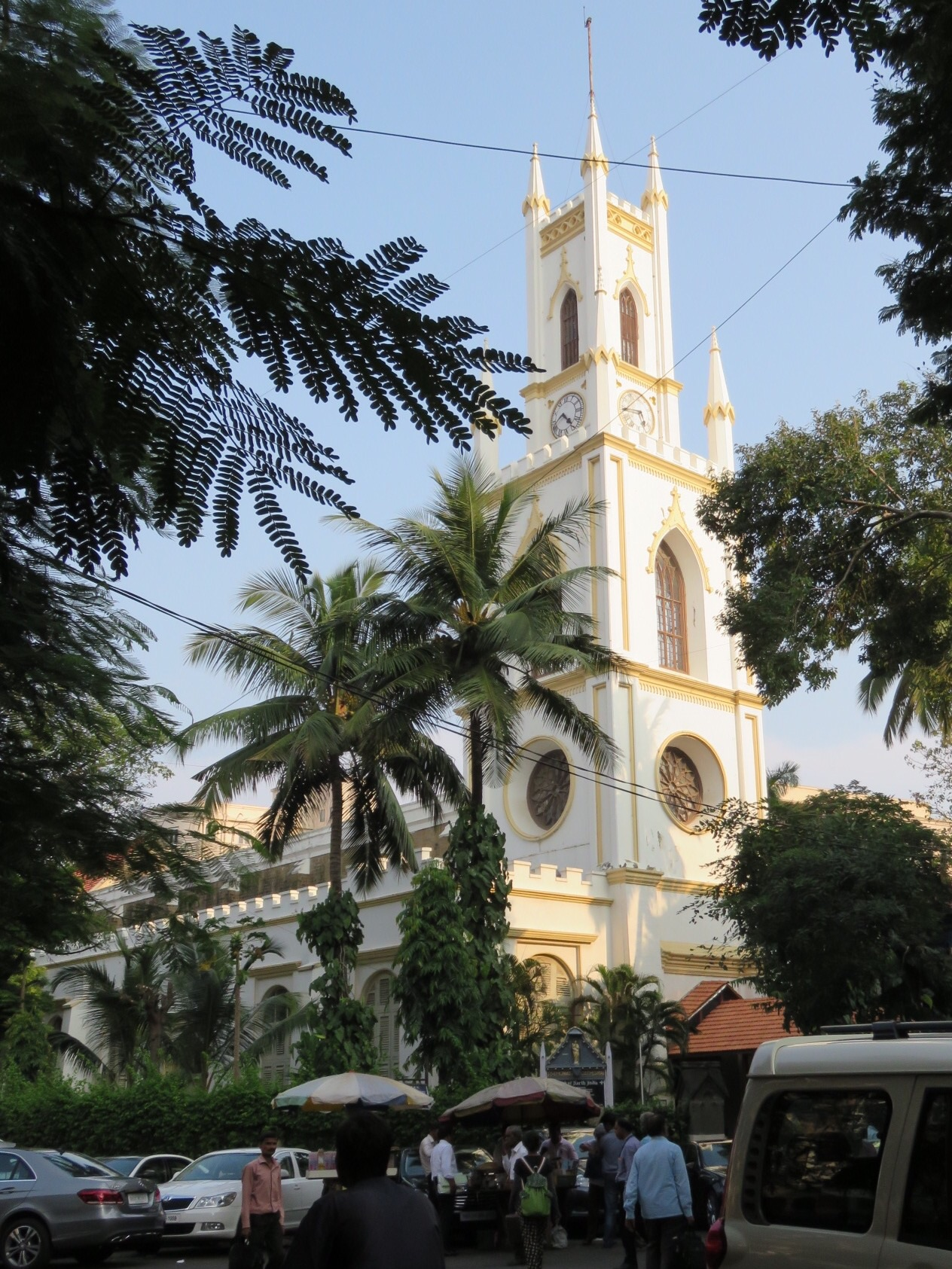
Catedral de Santo Tomás

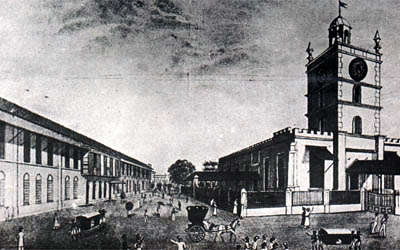
Aspecto de la catedral de Santo Tomás en sus primeros días (hasta 1838)

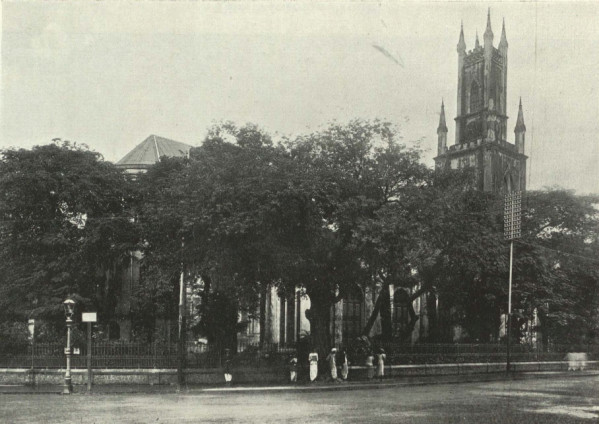
Ccatedral de Santo Tomás, ca. 1905

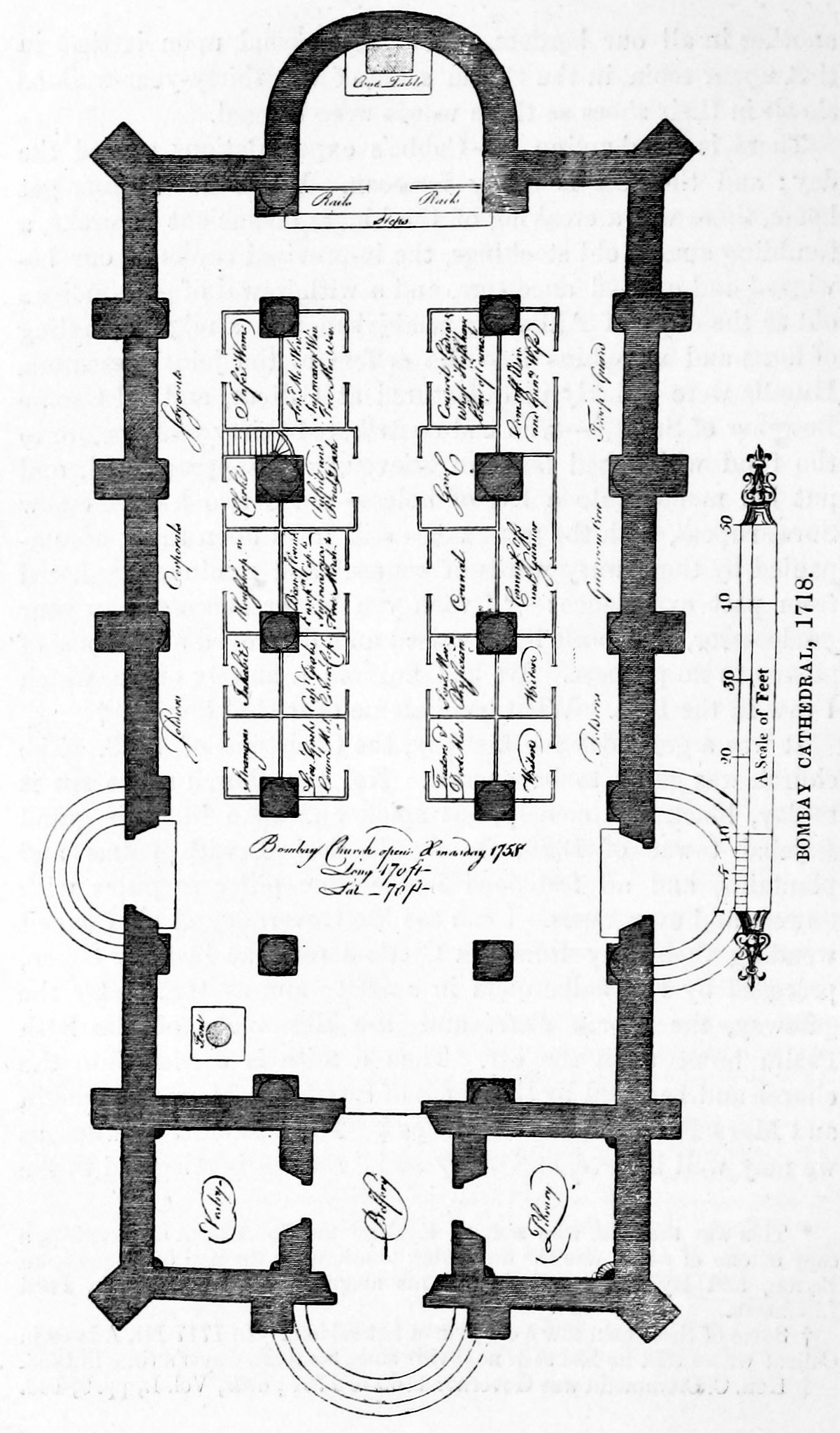
Planta original completada in 1718

La catedral de Santo Tomás (en inglés: St. Thomas Cathedral) fue la primera iglesia anglicana en Bombay. Construida en 1718 para mejorar los "estándares de la moral" en esta ciudad colonizada, se encuentra cerca de la Fuente Flora.
Fue en este lugar donde se sentaban a descansar, grabar mármol y cantar elegías muchos británicos. La mayoría de las lápidas llevan mensajes elocuentes.
La catedral fue seleccionada por la Unesco (Organización de las Naciones Unidas para la Educación, la Ciencia y la Cultura) Asia-Pacífico como la ganadora del premio de conservación al patrimonio de 2004.

## Historia
Gerald Aungier fue nombrado a cargo de las nueva fábricas de la British East India Company  en Surat y Bombay, que hasta ese momento habían pertenecido a Portugal. Entre 1672—1677, mientras era gobernador de Bombay, Angier construyó una iglesia, un hospital, una corte de justicia y otras dependencias cívicas según el modelo inglés, y fortificó la sede comercial de la empresa.  La piedra fundacional de la iglesia fue colocada en 1676, en Bombay Green, el sitio que ocupa en la actualidad la catedral de Santo Tomás, pero más de 40 años transcurrieron antes de concluir las obras.  Richard Cobbe, el capellán, completó la construcción del edificio entre 1715 y 1718. La iglesia fue consagrada el día de Navidad de 1718, y desde ese momento ha servido como iglesia en forma ininterrumpida.
La iglesia fue consagrada como catedral en julio de 1837. La torre y el reloj en la sección oeste fueron agregados en 1838. Unos 25 años después se realizó un gran proyecto de renovación para agrandar el presbisterio. El cual se completó en 1865.

## Galería de imágenes

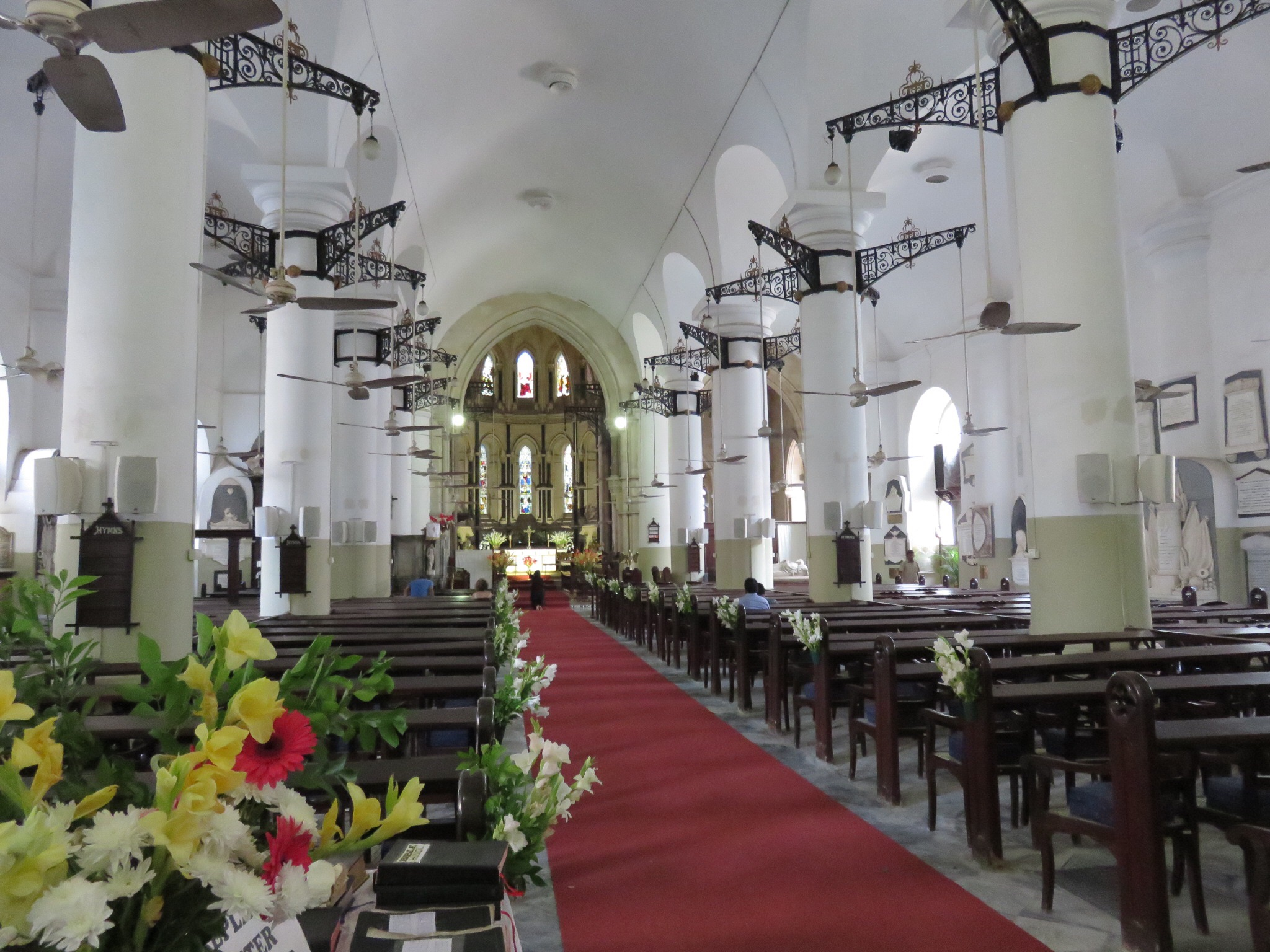
Interior, nave
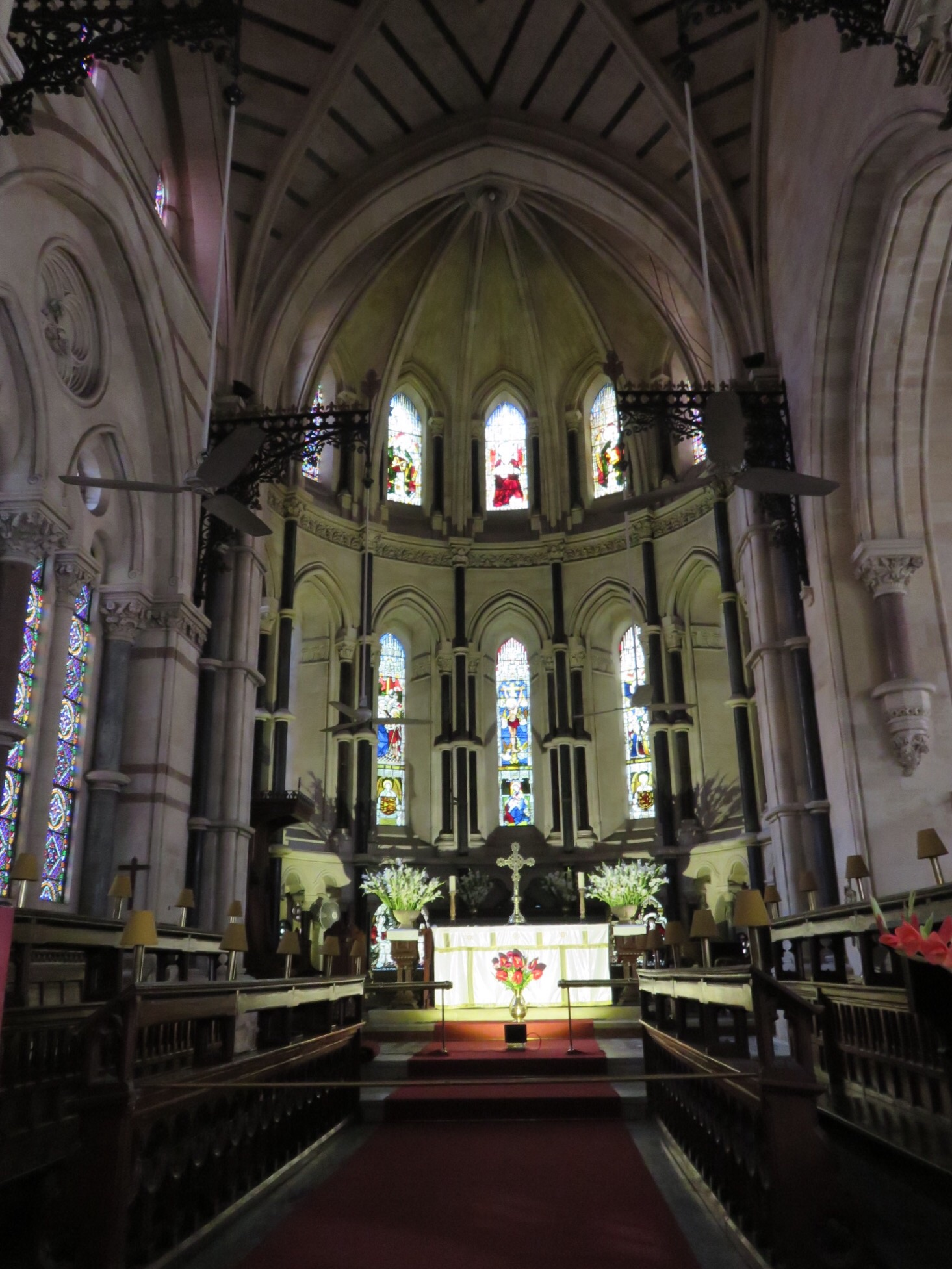
Interior, chancel
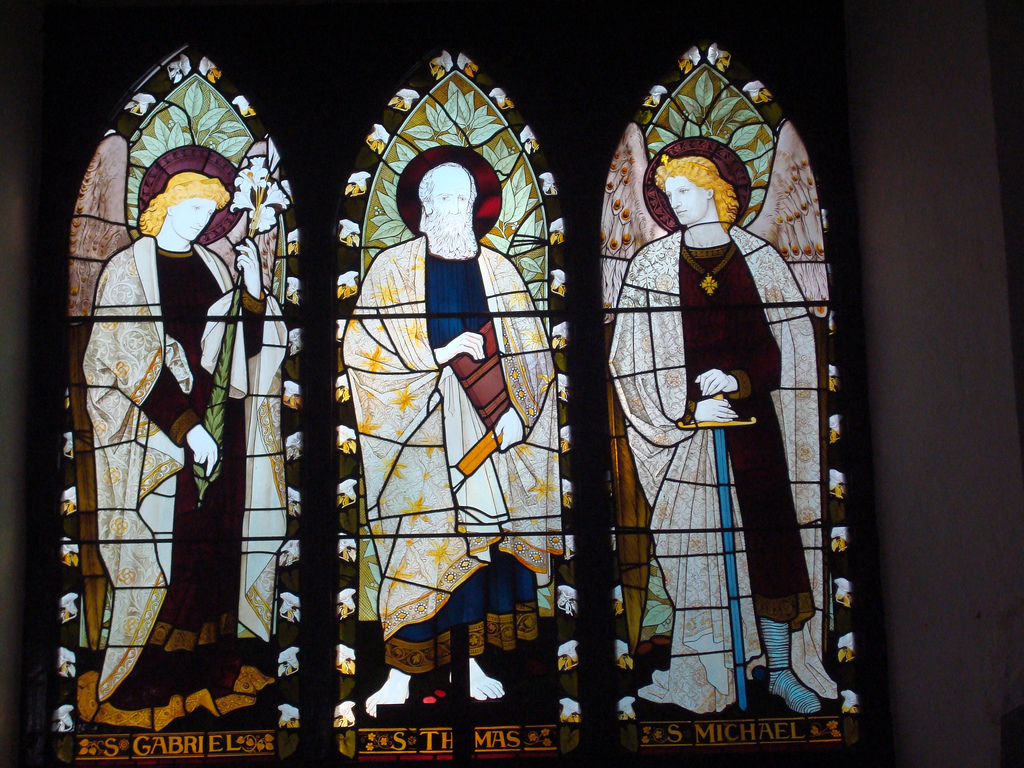
Vidriera